# Embede
Et embede er en stilling i den offentlige sektor. Normalt anvendes begrebet kun om stillinger, der stiller krav om en special uddannelse. Embedsmænd er omfattet af specielle regler for ansættelse. Tjenestemænd er som regel ansat i en stilling, der benævnes embede.
De stillinger der især omfattes af begrebet er: læger, dommere, præster og politibetjente. Når vold udøves mod "embedsmand i funktion" (vold mod den, der handler i offentlig tjeneste eller hverv) er det en skærpende omstændighed. 